# کلایو بیکر (بازیکن فوتبال، زاده ۱۹۳۴)
کلایو بیکر (انگلیسی: Clive Baker; ۵ ژوئیهٔ ۱۹۳۴ – ۲۰ فوریهٔ ۲۰۱۲) بازیکن فوتبال اهل بریتانیا بود.
از باشگاه‌هایی که در آن بازی کرده‌است می‌توان به باشگاه فوتبال ساوتپورت، باشگاه فوتبال دونکستر راورز و باشگاه فوتبال باکستون اشاره کرد.